# Erpitz
Erpitz, niedersorbisch Śerpšow, ist ein Gemeindeteil von Groß Jehser, das Ortsteil der Stadt Calau im nördlichen Teil des südbrandenburgischen Landkreises Oberspreewald-Lausitz ist.

## Lage
Erpitz liegt in der Niederlausitz im Naturpark Niederlausitzer Landrücken an der Schrake. Nordwestlich bis nördlich von Erpitz liegt Groß Jehser, weiter im Nordwesten folgt der Calauer Ortsteil Zinnitz und im Norden Bathow. Im Nordosten liegen Mlode und der Lübbenauer Ortsteil Bischdorf. Im Osten grenzt Erpitz an Buckow. Im Südosten befinden sich Säritz und die Stadt Calau. Im Südwesten liegen Klein Mehßow und Groß Mehßow sowie im Westen Mallenchen.

## Geschichte
Erpitz wurde 1441 erstmals erwähnt. Bei der Ersterwähnung wurde der Name Johannes Erpicz, ein sorbischer Familienname genannt. Im Jahr 1545 folgt die Nennung als Erbsso und um 1550 als Erbisch und Erbso. Die sorbischen Ortsnamen Schėrpschow und Šeŕpšow wurden 1761 und 1843 genannt. Von der niedersorbischen Namensform Šeŕpšow lässt sich die Deutung als besitzanzeigender Personenname (Tiŕpiš) herleiten. Die deutsche Namensform Erpitz beruht auf Erps, das sich ebenfalls von der verkürzten niedersorbischen Form Šeŕpšow ableiten lässt. Der Anlaut Sch- fiel vermutlich weg, um zwei aufeinanderfolgende Zischlaute zu vermeiden. Erpitz ist als Zeilendorf angelegt, die Häuser stehen auf der Westseite der Dorfstraße. Dies hat im Volksmund zu der Wendung: „In Erpitz werden die Plinsen nur auf einer Seite gebacken.“ geführt. Eine ähnliche Redewendung gab es für das devastierte Dorf Rauno bei Senftenberg.
Im Ergebnis des Wiener Kongresses kam Erpitz an das Königreich Preußen und gehörte zum Landkreis Calau. Am 1. Januar 1926 wurde Erpitz nach Groß Jehser eingegliedert. Nach dem Zweiten Weltkrieg gehörten Groß Jehser mit Erpitz zum 1952 neugegründeten Kreis Calau. Der Ort gehört zum Kirchenkreis Niederlausitz. Am 31. Dezember 2001 wurde Groß Jehser mit Erpitz sowie mit den Orten Buckow, Craupe, Gollmitz und Zinnitz in die Stadt Calau eingegliedert.

### Einwohnerentwicklung
| Einwohnerentwicklung in Erpitz von 1875 bis 1925 | Einwohnerentwicklung in Erpitz von 1875 bis 1925 | Einwohnerentwicklung in Erpitz von 1875 bis 1925 | Einwohnerentwicklung in Erpitz von 1875 bis 1925 | Einwohnerentwicklung in Erpitz von 1875 bis 1925 | Einwohnerentwicklung in Erpitz von 1875 bis 1925 | Einwohnerentwicklung in Erpitz von 1875 bis 1925 | Einwohnerentwicklung in Erpitz von 1875 bis 1925 |
| Jahr                                             | Einwohner                                        | Jahr                                             | Einwohner                                        | Jahr                                             | Einwohner                                        | Jahr                                             | Einwohner                                        |
| ------------------------------------------------ | ------------------------------------------------ | ------------------------------------------------ | ------------------------------------------------ | ------------------------------------------------ | ------------------------------------------------ | ------------------------------------------------ | ------------------------------------------------ |
| 1875                                             | 37                                               | 1890                                             | 31                                               | 1910                                             | 29                                               | 1925                                             | 36                                               |

## Wirtschaft und Infrastruktur
Westlich des Ortes verläuft die Bundesautobahn 13 und nördlich die Bundesautobahn 15.